# گلتون
گلتون (به انگلیسی: Glatton) یک روستا و محله مدنی در بریتانیا است که در هانتینگدونشر واقع شده‌است. گلتون ۳۰۸ نفر جمعیت دارد.